# Ганцко, Давид
Да́вид Га́нцко (словац. Dávid Hancko; 13 декабря 1997 года, Словакия) — словацкий футболист, защитник испанского клуба «Атлетико Мадрид» и сборной Словакии. Участник двух чемпионатов Европы (2020 и 2024).

## Клубная карьера
Ганцко — воспитанник академии «Татрани». Перебравшись оттуда в «Горну Нитру» с причитающейся компенсацией, был замечен скаутами известного словацкого клуба «Жилина». С 2014 года стал выступать за вторую команду, сразу став игроком основного состава. Всего за «дублёров» сыграл 30 матчей и забил пять мячей.
Со второй половины сезона 2015/16, с 2016 года стал игроком основной команды. 12 марта 2016 года дебютировал в словацком чемпионате в поединке против «Шпорт Подберезова», выйдя на замену на 79-й минуте вместо Николаса Шпалека. До конца чемпионата появлялся на поле ещё в трёх поединках, однако всё это были выходы на замену на последних минутах.
22 августа 2022 года перешёл в роттердамский «Фейеноорд», подписав с клубом четырёхлетний контракт.
24 июля 2025 года перешёл в испанский «Атлетико Мадрид», подписав пятилетний контракт до середины 2030 года.

## Карьера в сборной
Ганцко получал вызов в юношескую сборную Словакии до 19 лет, однако матчей за неё не проводил.

## Характеристика
Любимыми футболистами считает Дэвида Бекхэма за его технику и Стивена Джеррарда за дух и преданность игре.

## Достижения
«Спарта»
- Обладатель Кубка Чехии: 2019/20

«Фейеноорд»
- Чемпион Нидерландов: 2022/23
- Обладатель Кубка Нидерландов: 2023/24
- Обладатель Суперкубка Нидерландов: 2024

## Личная жизнь
В феврале 2022 года он женился на чешской теннисистке Кристине Плишковой и в мае у них родился сын.